# Duellen (film fra 1971)
 For alternative betydninger, se Duellen. (Se også artikler, som begynder med Duellen)
Duellen er en amerikansk spændingsfilm fra 1971 instrueret af Steven Spielberg. Denne gav ham gennembrud som instruktør. Hovedpersonen spilles af Dennis Weaver, nok mest kendt fra tv-serien McCloud.

## Medvirkende
- Dennis Weaver som David Mann
- Jacqueline Scott som Mrs. Mann
- Carey Loftin som The Truck Driver
- Eddie Firestone som Café ejer
- Lou Frizzell som Buschauffør
- Eugene Dynarski som Mand i café
- Lucille Benson som Lady at Snakerama
- Tim Herbert som Gas station attendant
- Charles Seel som Old man
- Shirley O'Hara som servitrice
- Alexander Lockwood som Jim, gammel mand i bil
- Amy Douglass som gammel kvinde i bil
- Sweet Dick Whittington som Radio interviewer
- Dale Van Sickel som bilist
- Shawn Steinman som pige på skolebus